# 谢尔河畔自由城
谢尔河畔自由城（法語：Villefranche-sur-Cher，法語發音：[vilfʁɑ̃ʃ syʁ ʃɛʁ]），法国中部城市，中央-卢瓦尔河谷大区卢瓦-谢尔省的一个市镇，隶属于罗莫朗坦-朗特奈区，其市镇面积为27.23平方公里，2022年1月1日时人口数量为2,657人，在法国城市中排名第4,139位。
谢尔河畔自由城位于卢瓦-谢尔省东南部，谢尔河右岸，维耶尔宗－圣皮埃尔代科尔铁路和A85高速公路由此经过。

## 地名来源
“谢尔河畔自由城”一名来源于13世纪时布卢瓦-沙蒂永的让娜为该地颁布的自由贸易宪章。

## 历史
谢尔河畔自由城历史上长期为一处普通村落，中世纪中后期为奥尔良家族的一处领地，后成为法兰西王国皇室领土。法国大革命后，谢尔河畔自由城成为卢瓦-谢尔省的一个市镇。工业革命期间，沿谢尔河右岸延伸的维耶尔宗－圣皮埃尔代科尔铁路经过此地并设站，同时一条支线铁路由此连接罗莫朗坦-朗特奈。1833年，拉科芒德里整体并入谢尔河畔自由城的市镇范围。

## 地理

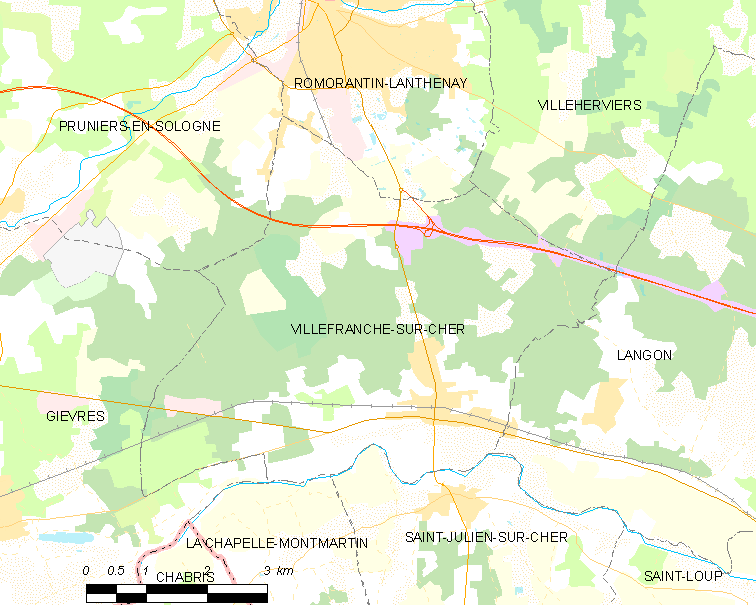
谢尔河畔自由城市镇范围地图

谢尔河畔自由城位于法国中部，中央-卢瓦尔河谷大区中部和卢瓦-谢尔省东南部，距离省会布卢瓦大约51公里。与谢尔河畔自由城接壤的市镇包括：拉沙佩勒蒙马丹、日耶夫尔、谢尔河畔朗贡、索洛涅地区普吕尼耶、罗莫朗坦-朗特奈、谢尔河畔圣于连、维勒埃尔维耶。

### 地形
谢尔河畔自由城位于贝里平原西北部边缘，谢尔河谷腹地，境内以平原为主，市镇中心地势较为平坦，北部略有起伏，全境海拔在82到123米之间。

### 水文
谢尔河干流自东向西流经境内南部，该河是卢瓦尔河的左岸支流。与之平行的运河经过谢尔河畔自由城市区北部。

### 植被
谢尔河畔自由城属于温带阔叶混交林区，市区北部为索洛涅森林，沿河地带亦有林地分布。
在鲜花城市的评比中，谢尔河畔自由城暂未被评级。

### 气候
谢尔河畔自由城在柯本气候分类法中属于温带海洋性气候。

## 行政区划
谢尔河畔自由城是法国中央-卢瓦尔河谷大区卢瓦-谢尔省的一个市镇，编号为41280。谢尔河畔自由城隶属于罗莫朗坦-朗特奈区、卢瓦-谢尔省第二选区以及谢尔河畔塞勒县，同时也是罗莫朗坦-梅讷图市镇公共社区的办公驻地。
法国国家统计与经济研究所（简称）在进行数据统计时，将谢尔河畔自由城单独设为谢尔河畔自由城城市核心区，并将包括核心区在内的周边共11个市镇划为罗莫朗坦-朗特奈城市区。自2020年起，罗莫朗坦-朗特奈城市区被包含29个市镇的罗莫朗坦-朗特奈城市辐射区代替。此外，还将谢尔河畔自由城市镇整体看作一个“块区”（IRIS），以便于统计人口分布情况。

## 交通

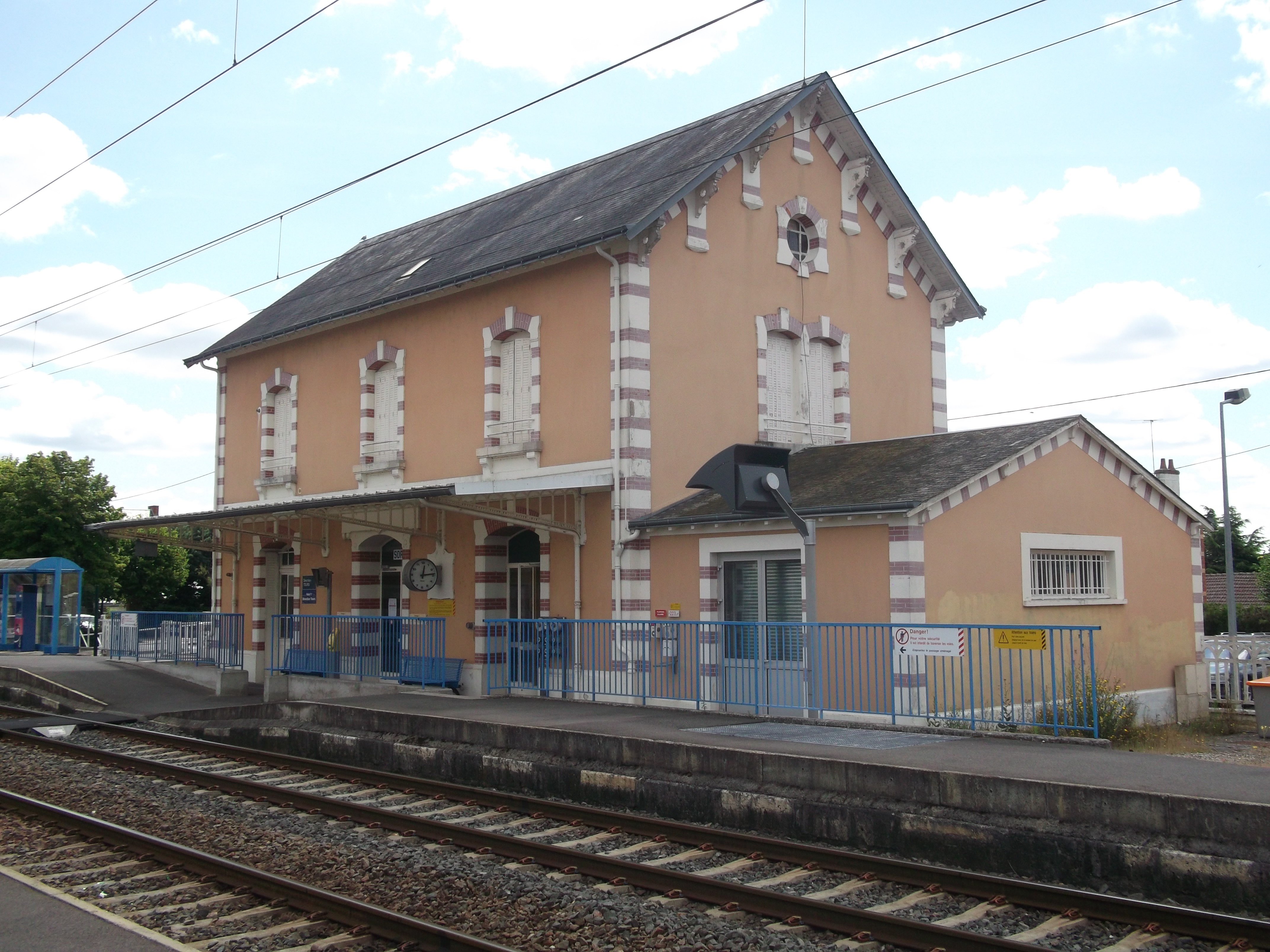
谢尔河畔自由城火车站

### 公路
A85高速公路经过谢尔河畔自由城北部，通过14号出入口（Romorantin-Lantenay）连接市区，此外多条卢瓦-谢尔省省道在谢尔河畔自由城境内交汇，中央-卢瓦尔河谷大区下属的城际客运提供巴士线路，可前往维耶尔宗和罗莫朗坦-朗特奈。
2018年，74%的谢尔河畔自由城家庭拥有至少一辆私人汽车。2019年，谢尔河畔自由城境内共发生各类交通事故1起，造成2人受伤。

### 铁路
谢尔河畔自由城位于维耶尔宗－圣皮埃尔代科尔铁路上。谢尔河畔自由城站位于市区中北部，停靠往返于图尔和维耶尔宗一线的区域列车，部分班次向东延伸至布尔日、讷韦尔以及里昂。

### 航空
距离谢尔河畔自由城最近的民用航空站为图尔卢瓦尔河谷机场，距离谢尔河畔自由城市中心的公路里程约90公里。

### 城市公共交通
截至2021年11月，谢尔河畔自由城暂无城市公共交通系统。

## 政治
谢尔河畔自由城的现任市长为布吕诺·马雷夏尔先生（Bruno Maréchal），他是一名无党派人士，在2020年的市政选举中获得了50.53%的支持率。
在2017年的法国总统大选中，法国极右翼政党国民阵线主席玛丽娜·勒庞在谢尔河畔自由城获得了50.74%的支持率。

## 人口
2018年，谢尔河畔自由城市镇人口数量为2,662，在法国排名第4,139位。其中男性1,304人，女性1,358人，75岁及以上人口占8.5%，外籍人口数量为408人，人口密度为98人/平方公里，当地居民被称为（男性）或（女性）。2019年，谢尔河畔自由城境内出生24人，死亡人口17人。
| 年份   | 1936  | 1946  | 1954  | 1962  | 1968  | 1975  | 1982  | 1990  | 1999  | 2006  | 2007  | 2012  | 2017  | 2018  |
| ------ | ----- | ----- | ----- | ----- | ----- | ----- | ----- | ----- | ----- | ----- | ----- | ----- | ----- | ----- |
| 人口數 | 1,583 | 1,443 | 1,473 | 1,527 | 1,540 | 1,743 | 2,055 | 2,298 | 2,409 | 2,587 | 2,614 | 2,746 | 2,667 | 2,662 |

## 经济
截止2021年11月，谢尔河畔自由城共有各类用人单位（包含自雇）324家，平均历史为15年，均为中小型企业（PME）。（塑料制品）、（金属部件）及（塑料制品）是当地2020年营业额最高的三个企业，分别为1,844,549欧元、1,310,754欧元和918,581欧元。

## 财政收入
2019年，谢尔河畔自由城的财政收入总额为2,428,710欧元，财政支出总额为2,274,770欧元，当年的债务总额为890,190欧元。2021年，谢尔河畔自由城共获得601,694欧元的国家财政补助，比上一年增加了0.68%。
2019年，谢尔河畔自由城的人均月收入总额为2,026欧元，其中高级职员为3,754欧元，低于法国平均水平（4,230欧元）；中级职员为2,409欧元，低于法国平均水平（2,411欧元）；普通职员为1,647欧元，亦低于法国平均水平（1,740欧元）。
2018年，谢尔河畔自由城境内的青壮年（15至64岁）失业率为11.8%，当地53.1%的家庭拥有纳税资格，平均纳税2,134欧元，低于法国平均水平（3,888欧元）。

## 社会事务

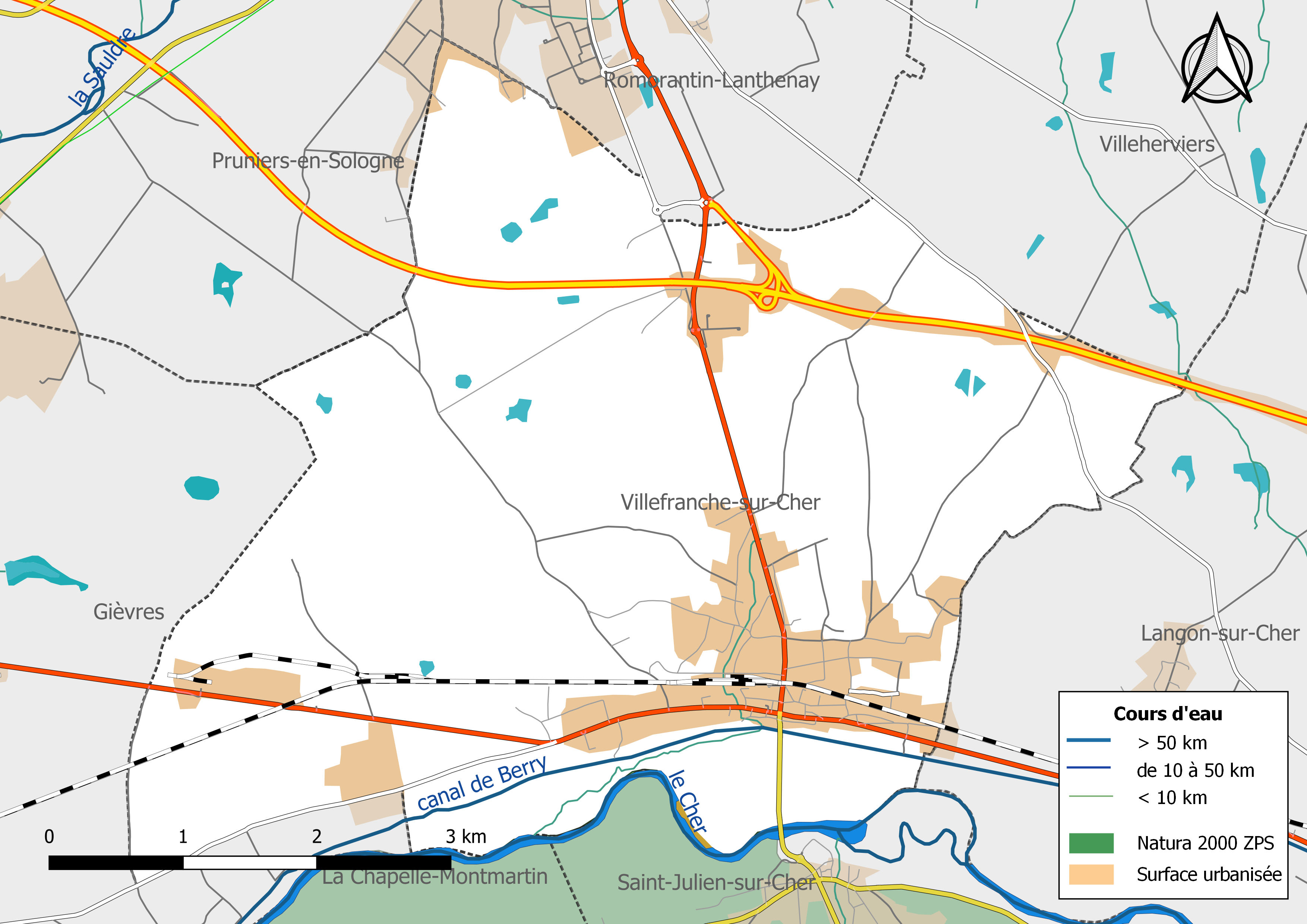
谢尔河畔自由城土地利用情况地图

### 教育
谢尔河畔自由城属于奥尔良-图尔学区。截止2020年1月1日，谢尔河畔自由城境内共有1所幼儿园和2所小学。

### 医疗
截止2020年1月1日，谢尔河畔自由城境内共有全科医生2名、牙医1名和护士3名。境内共有药房1家、养老院0家、残疾人帮扶中心0家。
距离谢尔河畔自由城最近的区域性医疗机构为罗莫朗坦-朗特奈中心医院（Centre Hospitalier de Romorantin-Lanthenay），其主病区位于罗莫朗坦-朗特奈市区，设有床位688个，是该区域规模最大的公立综合性医院。

### 住房
2018年，谢尔河畔自由城境内共有各类住房1,448套，其中96.8%为独立式居民区，2.6%为集中式居民区。常住房屋占谢尔河畔自由城市镇范围内居民建筑总量的80.9%。
在住房保障政策方面，2020年，谢尔河畔自由城境内共有96户家庭获得了住房经济补助，受益人数占总人口数量的3.6%，其中77份为房租补助。

### 商业
2019年，谢尔河畔自由城境内共有各类实体商铺54家，其中餐厅5家、杂货店1家、面包房1家、肉铺1家、银行门店1家、美容美发店3家、汽车维修店8家。市区北部的罗莫朗坦-朗特奈境内建有开放式商业街区。

### 体育
2020年，谢尔河畔自由城境内共有1间体育馆、3处网球场、1处马术场以及1处足球或橄榄球场。
截至2021年11月，谢尔河畔自由城前进体育俱乐部（E.S. Villefranche-sur-Cher）是当地唯一的注册足球队，2021至2022赛季参加谢尔省足球联赛。

### 环境
谢尔河畔自由城的环境事务由其所属的公共社区负责。2019年，谢尔河畔自由城境内暂无污染企业。

### 治安
2014年，谢尔河畔自由城及附近地区共发生各类案件3,721起，其中盗窃类案件2,433起，经济类案件412起，毒品交易类案件123起。

## 文化
2020年，谢尔河畔自由城境内暂无任何文化设施。谢尔河畔自由城市政府提供多媒体中心，向公众全年开放。

### 建筑
谢尔河畔自由城境内有多处法国国家文物保护单位，其中谢尔河畔自由城圣玛丽-玛德莲教堂是当地的代表性建筑物。

### 旅游
谢尔河畔自由城的旅游事务由其所属的公共社区负责。2021年，谢尔河畔自由城境内暂无任何游客接待设施。

### 媒体
法国主要的媒体均可在谢尔河畔自由城接收，法国电视三台下属的中央-卢瓦尔河谷大区频道在部分时段播出谢尔河畔自由城所属区域的地方新闻。图尔卢瓦尔河谷电视台和《中西部新共和国》是当地的主要地方媒体，其总部均位于图尔。

## 友好城市
截至2021年11月，谢尔河畔自由城暂未与任何城市建立友好城市关系。